# Mount Gough
Mount Gough (kinesiska: 歌賦山, 歌赋山) är ett berg i Hongkong (Kina). Det ligger i den centrala delen av Hongkong. Toppen på Mount Gough är 370 meter över havet. Mount Gough ingår i The Twins.
Terrängen runt Mount Gough är huvudsakligen kuperad, men åt sydväst är den platt. Havet är nära Mount Gough åt sydväst.  Centrala Hongkong ligger 2,0 km norr om Mount Gough. I omgivningarna runt Mount Gough växer i huvudsak städsegrön lövskog.